# Alexander Madlung
Alexander Madlung (1982. július 11., Braunschweig, NSZK) a VfL Wolfsburg hátvédje.

## Pályafutása
A Eintracht Braunschweig csapatban kezdte pályafutását, majd később a Hertha BSCbe igazol. 2006 nyarán a VfL Wolfsburg csapatába igazol.
Hobbija:
Madlung hobbija a zenehallgatás.

## Válogatott
2 alkalommal jelent meg a Német válogatott színeiben. Szerepelt a  2006-os világbajnokságon.

## Díjak, sikerek
VfL Wolfsburg:
Bundesliga : 2008-09-es szezon győztese

## Külső hivatkozások
- Karrer statisztikája a  Fussballdaten.de-n(Németül)
- Profil adatai a  weltfussball.de-n(Németül)
- Profilja a  transfermarkt.de-n(Németül)